# Gmina Mrocza
Die Gmina Mrocza ['mrɔʈ͡ʂa] ist eine Stadt-und-Land-Gemeinde im Powiat Nakielski der Woiwodschaft Kujawien-Pommern in Polen. Ihr Sitz ist die gleichnamige Stadt (deutsch Mrotschen) mit etwa 4400 Einwohnern.

## Geschichte
Im Rahmen der Ersten Teilung Polens 1772 kam das Gemeindegebiet zu Preußen. Nach dem Ersten Weltkrieg wurde es aufgrund der Bestimmungen des Versailler Vertrags an die Zweite Polnische Republik abgetreten. Nach dem Überfall auf Polen wurde es 1939 deutsch besetzt und einzelne Orte wurden umbenannt.
Die Stadt-und-Land-Gemeinde besteht seit 1975, damals kam sie bis 1998 zur Woiwodschaft Bydgoszcz.

## Gliederung
Zur Stadt-und-Land-Gemeinde gehören die Stadt Mrocza und weitere 15 Dörfer (deutsche Namen amtlich bis 1945) mit Schulzenämtern:
- Białowieża (Bialowierz)
- Drążno
- Drzewianowo (Hohenwalde)[3]
- Izabela
- Jeziorki Zabartowskie (Seethal, 1942–1945 Seetal, Kr. Wirsitz)[2]
- Kaźmierzewo (Kazmierowo, 1942–1945 Kasdorf, Kr. Wirsitz)[2]
- Kosowo (Lindenburg)[3]
- Krukówko
- Matyldzin
- Ostrowo (Grünhausen)[3]
- Rościmin (Roscimin, 1939–1945 Rosmin)[2]
- Samsieczynek
- Wiele (Wiele, 1942–1945 Weilensee)[2]
- Witosław
- Wyrza (Wyrza, 1939–1945 Friedrichsberg)[2]

und 14 Ortschaften ohne Schulzenamt:
- Chwałka
- Dąbrowice
- Drążonek
- Jadwigowo
- Konstantowo (Clarashöh)[3]
- Kozia Góra Krajeńska
- Modrakowo
- Orle
- Orlinek
- Orzelski Młyn
- Podgórz
- Rajgród
- Słupówko
- Zdrogowo

## Gemeindepartnerschaften
Partnergemeinde ist Lindern in Niedersachsen.

## Verkehr
Mrocza hatte einen Bahnhof an der Bahnstrecke Oleśnica–Chojnice, weitere Bahnhöfe befanden sich in den Orten Kozia Góra Krajeńska, Rajgród und Witosław.